# Barca (Spagna)
Barca è un comune spagnolo di 127 abitanti situato nella comunità autonoma di Castiglia e León.